# ETB 2
ETB 2 é o segundo canal de televisão da Euskal Telebista (ETB), a televisão pública do País Basco.
Nasceu no ano 1986, 3 anos depois da ETB 1, numa situação de ilegalidade. O início das emissões da ETB 2 converteu a Euskal Telebista na primeira entidade televisiva autonómica com dois canais.
É um canal de caráter generalista integramente em castelhano, ao contrário da ETB 1, que emite apenas em língua basca. Tendo em conta a audiência, tanto efetiva como potencial, é o canal mais importante do grupo. A sua programação centra-se em programas informativos, magazines, talk-shows e programas de humor, deixando os programas desportivos e infantis/juvenis para a ETB 1.
A sua área de recepção compreende toda a comunidade autónoma basca, mas também se pode ver em Navarra, no País Basco francês, e em algumas comarcas das comunidades limítrofes de Cantábria, Castela e Leão, Rioja e Aragão.